# R0 (reaktor)
R0 var den första reaktorn i Studsvik och Sveriges andra kärnreaktor.
Reaktorn gick kritisk första gången den 25 september 1959 kl. 17:35. R0 modererades av tungt vatten och den var en så kallad nolleffektsreaktor, det vill säga den utvecklade ingen termisk effekt. Den användes huvudsakligen för studier av olika härdkonfigurationer och kopplingen mellan bränslemängd och geometrisk storlek vid kriticitet. Reaktorn lades ner i början av 1970-talet och avvecklades därefter.
Resultaten från mätningarna i R0 användes för att kontrollera de datorprogram som utvecklades inom AB Atomenergi för reaktorfysikaliska beräkningar i första hand för R3 i Ågesta och R4 i Marviken.

## Andra reaktorer
- R1 (reaktor) - Forskningsreaktor KTH, campus Valhallavägen, Stockholm 1954-1970
- R2 (reaktor) - Forskningsreaktor i Studsvik 1960-2005
- R3 (reaktor) - Ågesta i Huddinge 1964-1974
- R4 (reaktor) - Marviken öster om Norrköping, nedlagt 1970 innan det hade startats